# Transmissió hidràulica automàtica

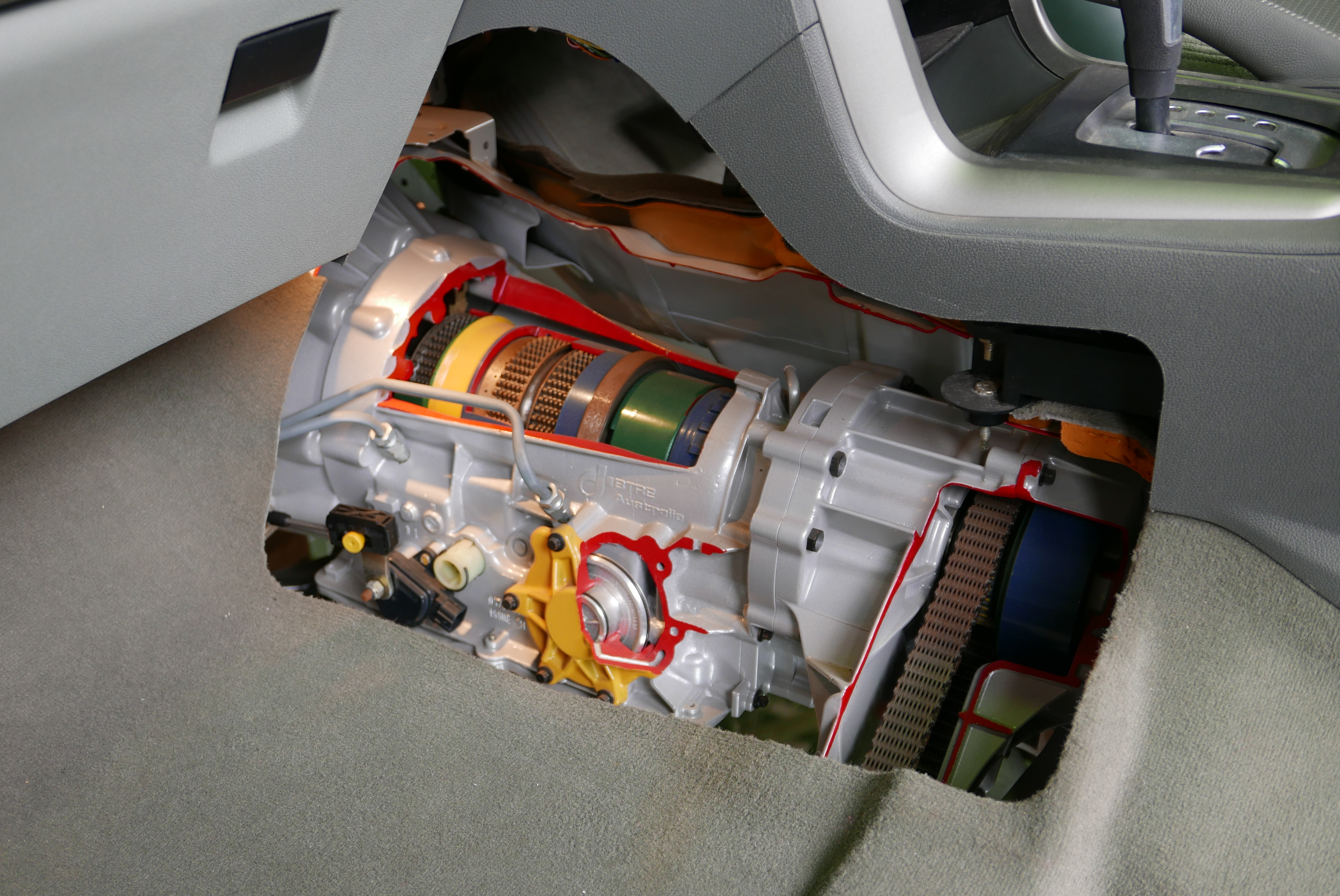
Tall que mostra el posicionament típic d'una caixa de canvis automàtica des de l'interior de l'automòbil

Una  transmissió hidràulica automàtica  o "canvi automàtic" és una caixa de canvis d'automòbil és o un altre tipus de vehicles que pot encarregar per si mateixa de canviar la relació de canvi automàticament a mesura que el vehicle es mou, alliberant així el conductor de la tasca de canviar de marxa manualment. Dispositius semblants però més grans també s'usen en les locomotores dièsel i màquines d'obres públiques, i en general quan cal transmetre un parell molt elevat.
Tradicionalment els desmultiplicadors no s'obtenen amb engranatges paral·lels, com en els canvis manuals, sinó amb engranatges epicicloïdals (vegeu figura).
Mitjançant uns dispositius de comandament hidràulic adequat s'immobilitza selectivament un o més dels components d'aquests trens epicicloïdals, anomenats també engranatges planetaris

## Transmissions automàtiques hidràuliques

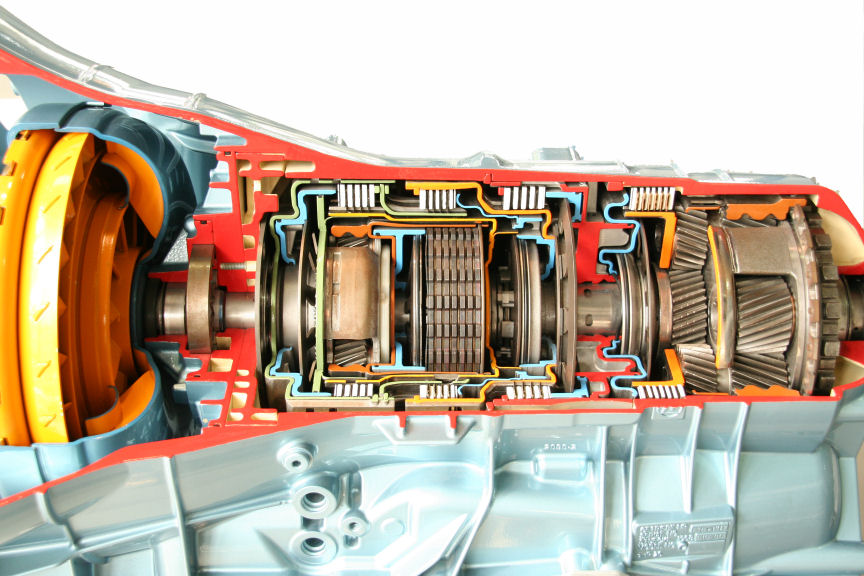
Canvi automàtic hidràulic seccionat

El tipus predominant de transmissió automàtica és la que funciona hidràulica ment, utilitzant un acoblador hidràulic o convertidor de parell i un conjunt d'engranatges planetaris per a proporcionar una multiplicació del parell.
El convertidor de parell consta d'una bomba (el que llança l'oli hidràulic) i una turbina (la que rep l'oli). La bomba llança el fluid amb una determinada força i la turbina rep de la bomba gran part de la força mecànica d'aquest, al voltant d'un 90%, sent aquest percentatge fins i tot del 100% quan el convertidor disposa d'un "embragatge de convertidor" o d'un "element" hidromecànic.

## Funcionament

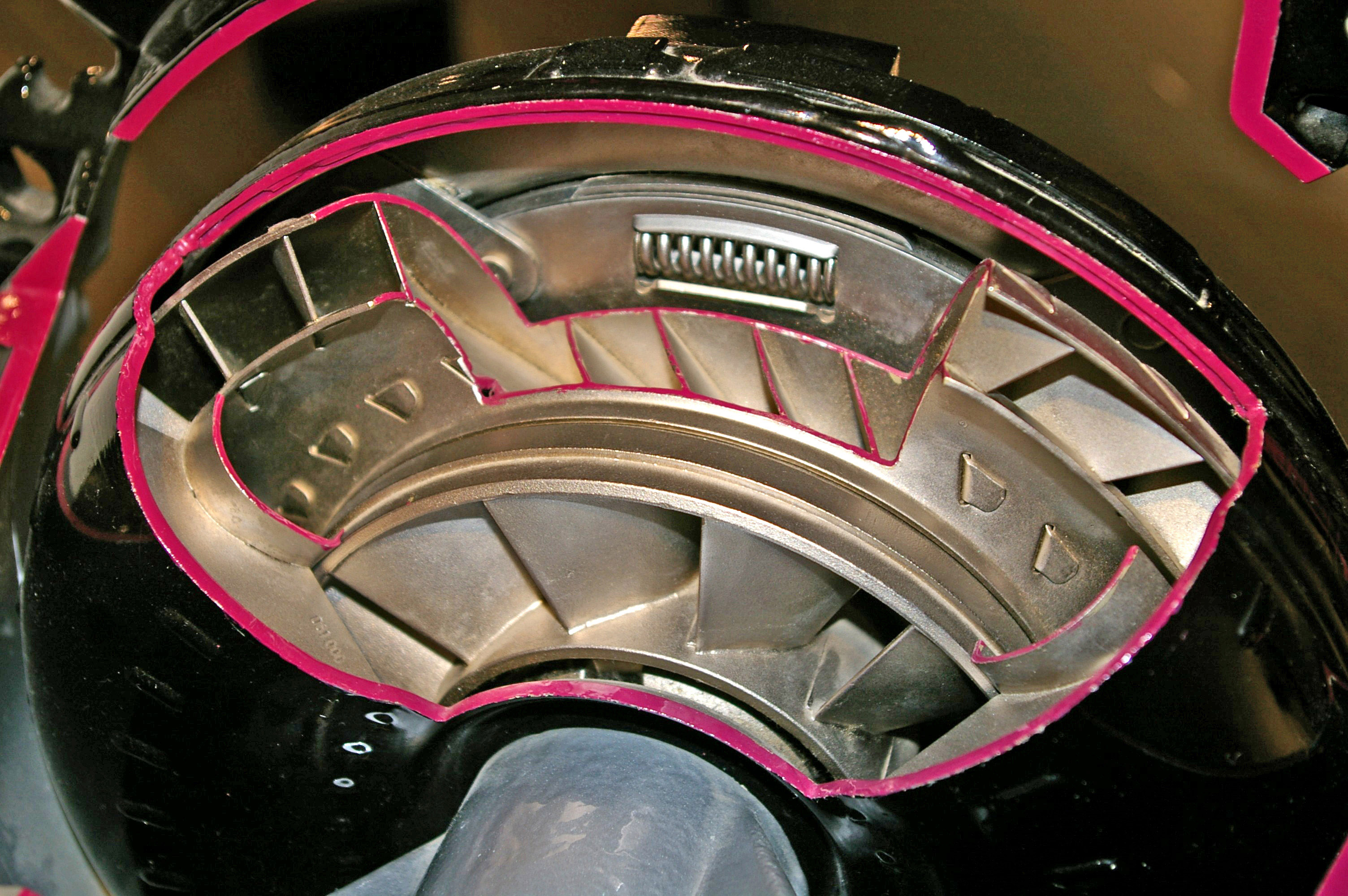
Convertidor de parell seccionat

El conjunt d'un canvi automàtic consta de 4 components mecànics principals:
 1.  El Convertidor de parell, que en el moment de l'arrencada del vehicle, redueix les revolucions del motor cap al primari o entrada al canvi, guanyant en la mateixa proporció parell motor, per anar igualant progressivament a l'anar el vehicle assolint una major velocitat, fins que el parell del motor i el del primari s'igualen quan les velocitats són les mateixes.
 2.  Els engranatges que constitueixen les velocitats, que són generalment conjunts de trens epicicloïdals (vegeu la figura) que s'acoblen i desacoblar amb frens i embragatges de discs múltiples accionats per pressió hidràulica
 3.  El conjunt o "caixa" de vàlvules hidràuliques que seleccionen els diferents frens i embragatges, per anar canviant les velocitats

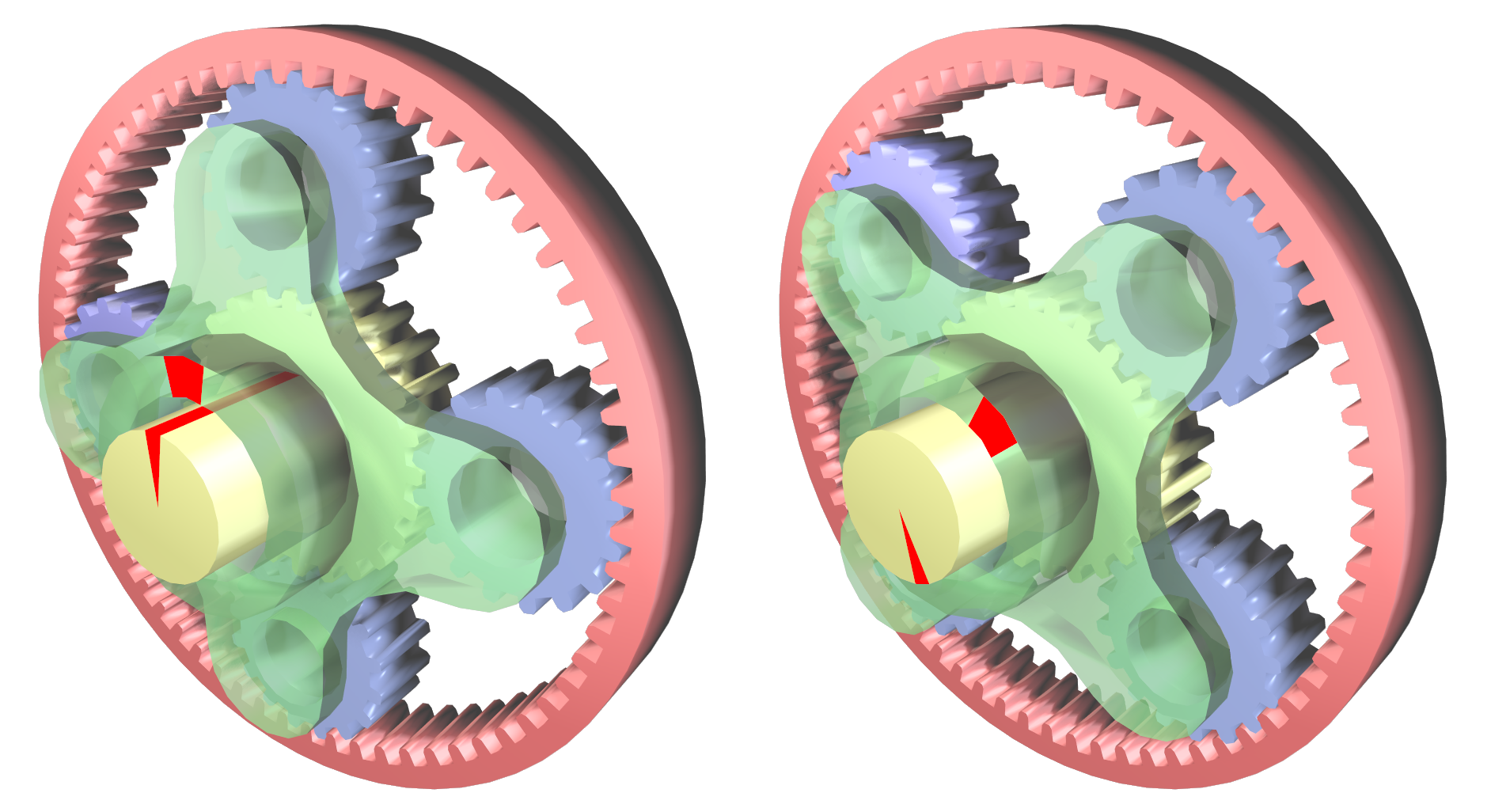
Equip epicicloïdal

 4.  La bomba hidràulica que subministra la pressió per accionar els frens i embragatges, així com per al convertidor.
 Com es determinen els punts de canvi? 
El moment de decisió per saber quan es passa d'una velocitat a una altra depèn de 2 paràmetres:
 A)  La posició del pedal accelerador, és a dir la "càrrega" que està demanant el conductor al motor
 B)  La velocitat del vehicle.
Això vol dir, que per exemple el vehicle quan circuli costa amunt canviarà a marxes més llargues més tard ja major règim motor que per exemple costa avall.
Antigament el control dels frens i embragatges es feia de manera exclusivament hidràulica, sobre la base d'una sèrie de vàlvules hidràuliques regulades mecànicament des del pedal accelerador per al paràmetre de càrrega d'una banda, i de manera centrífuga (sortida de la transmissió) per al paràmetre de la velocitat del vehicle.
Des de fa ja anys aquests senyals es detecten elèctricament, i es processen electrònicament, encarregant un calculador o unitat electrònica de comandament del canvi (TCM) d'activar les vàlvules de comandament, que ara són electrohidràulica.
En cas de fallada elèctric o electrònic, sempre que hi hagi pressió hidràulica se segueix disposant de les posicions bàsiques mecàniques que es descriuen a continuació, i en la "D" normalment fixa una desmultiplicació, la 4a o 3a segons el nombre de marxes.

## Tren de Ravigneaux

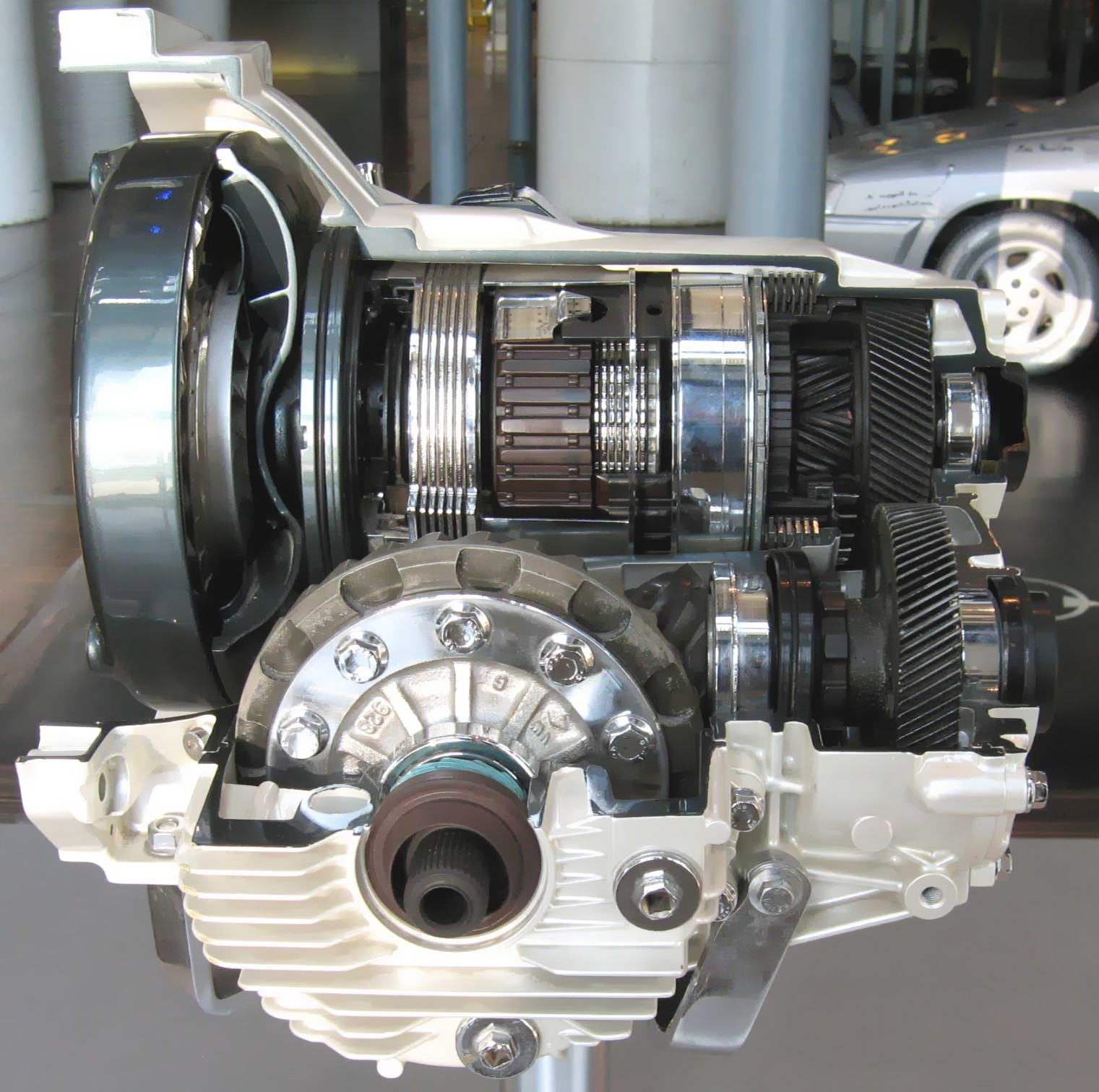
Conjunt de caixa de canvis automàtica i diferencial de Renault

És un altre concepte de canvi automàtic, ja que l'estructura en què es basa, no és la mateixa, que en el canvi automàtic tradicional. En el canvi per tren de Ravigneaux existeix dos trens epicicloïdals que tenen el porta satèl·lits comuns, així com la corona anular sobre la qual engranen. I el comandament de la caixa és totalment electrònic. El que permet engranar les diferents relacions segons diversos paràmetres més flexibles que les caixes automàtiques tradicionals amb comandament hidràulic. A més acostumen a incorporar un enclavament del convertidor de par, per maximitzar el rendiment del conjunt.
El seu funcionament es basa sobretot en els acoblaments dels embragatges i els frens multi discos elèctrics, que juntament amb la utilització de la roda lliure, que gira lliurement en un sentit, pro en l'altre es trava, com el pinyó lliure de les bicicletes, el que permet frenar el gir d'un element vers l'altre. Una altra particularitat d'aquest tipus de canvi és que la sortida de força sempre es realitza per la corona anular, i l'entrada pels planetaris. Aquesta disposició permet obtenir quatre velocitats amb molt poc espai i, per tant, és utilitzat en vehicles de tracció davantera.
- 1a velocitat – El moviment del convertidor entra pel planetari petit, per mitjà d'un embragatge, que per mitjà dels satèl·lits grossos passa la corona, i d'aquesta al diferencial i a les rodes. Això es produeix perquè el portasatèl·lits no pot girar per l'acció de la roda lliure, que el reté contra el planetari.

- 2a velocitat – Per mitjà d'un embragatge es transmet el gir al planetari gran, e immobilitzant el petit per mitjà d'un fre, és el primer cas. En algunes caixes aquesta marxa no existeix, i es passa a la següent

- 3a velocitat – Per mitjà de frens i embragatge es transmet el moviment al portasatèl·lits i aquests giren sobre el planetari petit transmetent el gir a la corona. El planetari gran es manté immòbil.

- 4a velocitat – Embragant els dos planetaris, no hi pot haver girs entre si convertint-se tot en un bloc, girant la corona a la mateixa velocitat que els planetaris, i així s'obté la directa.

- marxa endarrere - Embragant els planetaris i frenant el portasatèl·lits, la corona gira al revés de com giren els planetaris, obtenint-se la marxa endarrere.[2]

## Qué significa cadascuna de les posicions de la palanca?

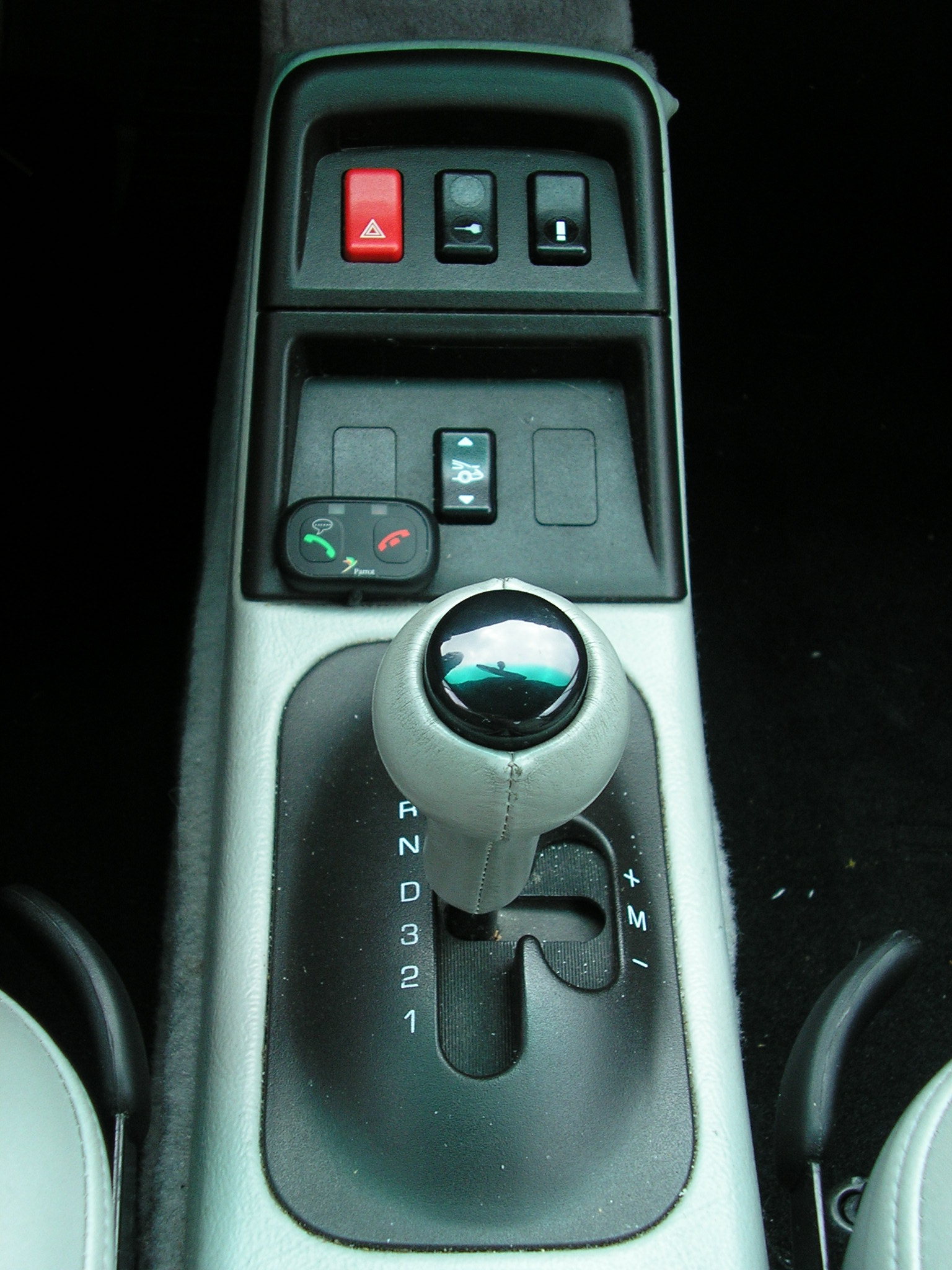
Palanca de canvis d'un canvi automàtic

La majoria de les transmissions automàtiques permeten seleccionar mecànicament entre un conjunt de rangs de marxes, que com a mínim comprenen, normalment en el següent ordre:
1) "P" (Aparcament) Posició per a l'estacionament en la qual no hi ha transmissió de força, i a més a més bloqueja l'eix de sortida de la transmissió mecànicament.
2) "R" (Reverse) Posició per a fer marxa enrere.
3) "N" (Neutral) Posició en la qual no hi ha transmissió de força, equival al punt mort d'un canvi manual.
4) "D" (Drive) Posició per a fer marxa cap endavant, en la qual entren totes les marxes del desmultiplicador, des de la primera fins a la quarta, cinquena o més segons el fabricant.
- A més a més d'aquestes 4 posicions, hi pot haver també:

5) "S" (Sport) de funcionament similar a la posició "D" però amb canvis més ràpids, bruscs ia unes revolucions grans
6) "L" (Low) Per impedir que entrin les marxes més llargues, només primera i segona, en cas de forts pendents, a més permet retenir en baixar les mateixes pendents. En alguns fabricants se substitueix la "L" per "3", "2", "1" depenent del fabricant en les quals s'obliga a mantenir com a màxim la desmultiplicació major.
7) "M" (Manual) Sol trobar-se al costat de la posició "D" en la qual els moviments de la palanca, marcats amb "+" i amb "-", permeten pujar i baixar de marxes a voluntat, amb la qual hi ha més possibilitat de retenció en els descensos. (Vegeu figura)
8) "W" (Winter) No sol ser molt comú i menys com a posició principal. Es pot trobar com un funcionament especial de la posició "D" en la qual la sortida i els canvis de marxa es realitzen de forma més suau per evitar que les rodes patinin quan el sòl es troba amb escassa adherència.
Com a dispositiu de seguretat, l'accionament del motor d'arrencada només és possible en "P" i en "N", i fins i tot impossible en vehicles recents treure la clau del contacte si no hi ha la palanca en "P", o treure la palanca de "P" amb el motor aturat si no es manté el fre trepitjat.
Als Estats Units la majoria dels vehicles venuts des dels anys 1950 han muntat canvi automàtic, a diferència del que passa a Europa i en gran part de la resta del món. Les transmissions automàtiques, especialment les més antigues, penalitzen en alguna mesura el consum de combustible. On el combustible és car i, per tant, els motors solen ser petits, aquestes penalitzacions són insalvables. En els últims anys, les transmissions automàtiques han millorat significativament la seva capacitat per millorar els consums, però les transmissions manuals segueixen sent en general més eficients sempre que el vehicle és conduït amb el motor a unes revolucions que coincideixin amb el parell òptim per un conductor experimentat. Aquesta situació pot invertir definitivament amb la introducció de transmissions variables contínues (vegeu més avall).
No obstant això, algunes màquines simples amb rangs limitats de velocitat o velocitats de motor fixes usen només un convertidor de parell per a proporcionar una desmultiplicació variable entre el motor i les rodes. Exemples típics són els carretons elevadors i alguns tallagespes és moderns.
En l'actualitat, en autobusos i camions es poden trobar caixes de canvi automàtiques, les quals permeten una marxa més suau i més seguretat, en deixar que els conductors es puguin concentrar en el camí sense preocupar-se pel canvi de marxes, i proporcionen una major suavitat de marxa per al confort dels passatgers.

## Altres tipus de transmissions automàtiques

### Transmissions variables contínues
A la dècada de 1980 alguns fabricants van començar a vendre transmissions variables contínues. Aquests dissenys poden canviar les relacions d'una manera contínua en lloc de fer-ho entre una sèrie limitada de desmultiplicadors fixes. Tot i que els prototips d'aquests sistemes de transmissió (anomenats genèricament CVT = Continuously Variable Transmission) existeixen des de fa dècades, va ser llavors quan es va aconseguir la viabilitat comercial.
Aquest tipus de transmissió deriva de la transmissió de fricció de les primeres dècades del segle xx. El desenvolupament pràctic es va originar en un disseny de NSK a la dècada de 1980. Posteriorment s'hi va afegir Nissan, que juntament amb NSK i una important companyia de lubricants japonesa van aconseguir resultats satisfactoris. Se l'anomena també  transmissió toroïdal .